# 1651 w literaturze
Wydarzenia literackie w 1651 roku.

## Zmarli
- Mary Wroth, poetka angielska